# Dia Mundial del Vàter
L'Assemblea General de les Nacions Unides decideix designar el 19 de novembre Dia Mundial del Vàter. El 24 de juliol de 2013 l'Assemblea General de les Nacions Unides en la Resolució 67/291 "decideix designar el 19 de novembre Dia Mundial del Vàter en el context de la iniciativa Sanejament per a Tothom", com a part d'una campanya de conscienciació de la importància de l'accés sostenible a l'aigua potable i a serveis bàsics de sanejament. El 2014 rebé el tema d'«Igualtat i Dignitat» i el 2015 ‘Sanitation and Nutrition' «NoPodemosEsperar»